# Hayim Tadmor
Pour les articles homonymes, voir Tadmor (homonymie).
Hayim Tadmor (né Frumstein le 18 novembre 1923 à Harbin (Chine), décédé le 11 décembre 2005 à Jérusalem) était un assyriologue israélien

## Biographie
Étudiant de Benno Landsberger et Sidney Smith, son expertise s'appuyait sur une connaissance approfondie et une expérience remontant aux premières années de l'assyriologie.
Hayim Tadmor fut membre de l'Académie israélienne des sciences et lettres.